# Edoardo Anderheggen
 Edoardo Anderheggen (* 25. Juni 1939 in Turin) ist ein Schweizer Bauingenieur. Er war von 1976 bis 2004 Professor für Informatik an der ETH Zürich.

## Leben
Anderheggen wuchs in Italien auf. Er hatte ursprünglich die belgische Staatsangehörigkeit und erhielt 1977 das Schweizer Bürgerrecht. Er studierte in den Jahren von 1957 bis 1961 Bauingenieurwesen an der ETH Zürich. Danach war Anderheggen als Assistent am Institut für Baustatik und Massivbau bei Professor Bruno Thürlimann tätig. Sein Interesse galt vor allem Fragen der Computerprogrammierung in der Baustatik. Er promovierte im Sommer 1966 mit dem Thema „Optimale Bemessung von Stabtragwerken“.
Es folgte ein einjähriger Studienaufenthalt an der University of California in Berkeley, wo er als „postdoctoral research associate“ arbeitete. Nach seiner Rückkehr war Anderheggen wieder am Institut für Baustatik und Massivbau angestellt und widmete sich vor allem Fragen der numerischen Strukturmechanik. Ende 1970 habilitierte er mit dem Thema „Starr-plastische Traglastberechnungen mittels der Methode der finiten Elemente“ und von 1971 bis 1976 war er als Privatdozent für Computeranwendung im Bauingenieurwesen, insbesondere auf dem Gebiet der Berechnung und Bemessung von Tragwerken tätig. 1976 wurde er zum ausserordentlichen Professor für Informatik im Ingenieurwesen am Institut für Informatik gewählt. Dort leitete er die Fachgruppe Ingenieur-Anwendungen. Anschliessend hatte er eine Einzelprofessur inne, wurde 1983 zum ordentlichen Professor gewählt und schloss sich 1992 dem Institut für Baustatik und Konstruktion an. 2004 folgte der Übertritt in den Ruhestand.

## Wirken
In der Lehre vermittelte er Bauingenieurstudenten wichtige Grundkenntnisse in der Informatik sowie Bau- und Maschineningenieurstudenten höherer Semester Spezialkenntnisse über die Theorie und Anwendungen der Methode der finiten Elemente.
Während seiner Forschungstätigkeit als Bauinformatiker entstanden Computerprogramme, von denen einige auch in der Praxis benutzt wurden. Später beschäftigte er sich unter anderem mit Problemstellungen in der Umformtechnik oder in der numerischen Simulation von mikromechanischen Sensorkomponenten.

## Schriften
- Optimale Bemessung von Stabtragwerken, Institut für Baustatik und Konstruktion 1966
- Programme zur Methode der Finiten Elemente, Institut für Baustatik und Konstruktion, Birkhäuser 1969
- mit Ulrich Walder und David Green: Das Computerprogramm FLASH, Institut für Baustatik und Konstruktion, Birkhäuser 1976
- mit Steffen Patrick: EasyStatics: ein Werkzeug für die Tragwerkslehre, Institut für Baustatik und Konstruktion, 2004